# سندیسفیلد (ماساچوست)
سندیسفیلد (به انگلیسی: Sandisfield) شهرکی در شهرستان برکشایر ایالت ماساچوست می‌باشد که در سال ۱۷۶۲ بنیان‌گذاری شده‌است. این شهرک در سرشماری سال ۲۰۱۰ میلادی، ۹۱۵ نفر جمعیت داشته‌است.